# تكوين الجناح

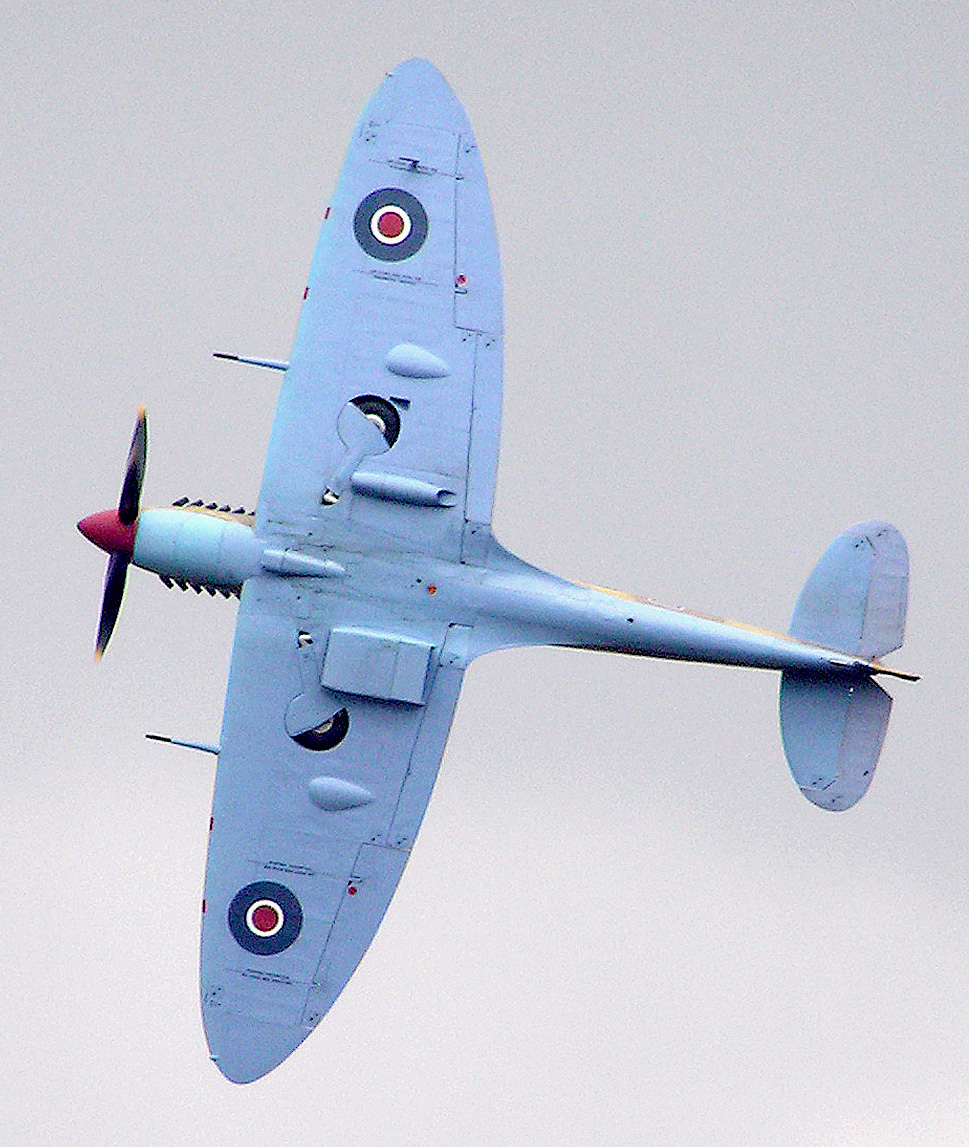
يمكن تصنيف جناح سبيتفاير على النحو التالي: «طائرة ناتئة تقليدية ذات سطح منخفض ذات أجنحة إهليلجية غير مجترفة، ذات نسبة عرض إلى ارتفاع معتدلة وثنائية السطوح طفيفة».

تكوين الجناح للطائرة ذات الأجنحة الثابتة (بما في ذلك الطائرات الشراعية والطائرات التي تعمل بالطاقة) هو ترتيب الرفع والأسطح ذات الصلة.
غالبًا ما يتم تصنيف تصميمات جناح الطائرات حسب تكوين أجنحتها. على سبيل المثال، سوبرمارين سبتفاير عبارة عن طائرة كابولية منخفضة الجناح تقليدية أحادية السطح ذات شكل بيضاوي مستقيم مع نسبة عرض إلى ارتفاع معتدلة وثنائية السطح طفيفة.
تمت تجربة العديد من الاختلافات. في بعض الأحيان يكون التمييز بينهما غير واضح، على سبيل المثال، يمكن وصف أجنحة العديد من الطائرات المقاتلة الحديثة إما بأنها دلتا مركبة مقصوصة (للأمام أو للخلف) حافة زائدة منكسرة، أو كأجنحة مدببة بشكل حاد مع امتدادات جذر الحافة الأمامية الكبيرة أو «لركس» (LERX). لذلك تم تكرار بعضها هنا تحت أكثر من عنوان واحد. هذا ينطبق بشكل خاص على الهندسة المتغيرة وأنواع الأجنحة (المغلقة) المدمجة.
معظم التكوينات الموصوفة هنا لطائرات طارت فعلياَ (حتى ولو لفترة وجيزة جدًا) على متن طائرة بالحجم الكامل. بعض التصاميم النظرية الهامة جديرة بالملاحظة أيضًا.
ملاحظة حول المصطلحات: معظم الطائرات ذات الأجنحة الثابتة لها أجنحة يسرى ويمنى بترتيب متماثل. بدقة، يسمى هذا الزوج من الأجنحة «طائرة مجنحة» أو مجرد «طائرة». ومع ذلك، فمن الشائع في مواقف معينة الإشارة إلى الطائرة على أنها جناح، كما هو الحال في «الطائرة ذات السطحين لها جناحان»، أو الإشارة إلى كل شيء على أنه جناح، كما في «الجناح ذو السطحين به جنحان». عندما يكون المعنى واضحًا، فإن هذه المقالة تتبع الاستخدام الشائع، وتكون أكثر دقة فقط عند الحاجة لتجنب الغموض الحقيقي أو الخطأ.

## عدد وموقع الاجنحة في الطائرات الرئيسية
يمكن أن يكون للطائرات ثابتة الجناحين أعداد مختلفة من الأجنحة:
- طائرة أحادية السطح (Monoplane): طائرة ذات جناح واحد. منذ الثلاثينيات من القرن الماضي، كانت معظم الطائرات أحادية السطح. يمكن تركيب الجناح في مواضع مختلفة بالنسبة إلى جسم الطائرة:
  - الجناح المنخفض (Low wing): مثبت بالقرب من الجزء السفلي من جسم الطائرة أو تحته.
  - منتصف الجناح (Mid wing): مثبت في منتصف المسافة تقريبًا من جسم الطائرة.
  - جناح الكتف (Shoulder wing): مثبت على الجزء العلوي أو «الكتف» من جسم الطائرة، أسفل الجزء العلوي من جسم الطائرة بقليل. يُعتبر جناح الكتف أحيانًا نوعًا فرعيًا من الجناح العالي.[1][2]
  - الجناح العالي (High wing): مثبت على الجزء العلوي من جسم الطائرة. عندما يتناقض مع جناح الكتف، يتم تطبيقه على جناح مثبت على بروز (مثل سقف الكابينة) فوق الجزء العلوي من جسم الطائرة الرئيسي.
  - جناح المظلة (Parasol wing): مرتفع بشكل واضح فوق الجزء العلوي من جسم الطائرة، عادةً بواسطة دعامات كابينة، أو الصرح (pylon) أو دعامات (pedestal).

| جناح منخفض | جناح منتصف | جناح الكتف |

| جناح مرتفع | جناح المظلة |

قد تحتوي الطائرة ثابتة الجناحين على أكثر من طائرة واحدة مكدسة فوق الأخرى:
- طائرة ذات سطحين (Biplane): طائرة بجناحان من نفس الحجم، مكدسة واحدة فوق الأخرى. الطائرة ذات السطحين هي بطبيعتها أخف وزنا وأقوى من الطائرة أحادية السطح وكان التكوين الأكثر شيوعًا حتى ثلاثينيات القرن الماضي. كانت طائرة رايت فلاير أول طائرة ذات سطحين.
  - ذات السطحين غير المتكافئين (Unequal-span biplane): طائرة ذات سطحين يكون فيها أحد الأجنحة (عادةً ما يكون الأسفل) أقصر من الآخر، كما هو الحال في كيرتس JN-4 جيني من الحرب العالمية الأولى.
  - سيسكويبلان (Sesquiplane): حرفيا «الطائرات ذات السطح الواحد» هي نوع من الطائرات ذات السطحين يكون فيها الجناح السفلي أصغر بكثير من الجناح العلوي، سواء في الامتداد أو الوتر أو كليهما. كان نيوبورت 17 من الحرب العالمية الأولى ناجحًا بشكل ملحوظ.
  - طائرة شراعية مقلوبة (Inverted sesquiplane): جناح علوي أصغر بكثير. مثل فيات CR.1 التي كانت قيد الإنتاج لسنوات عديدة.
  - بوسمان ذات السطحين (Busemann biplane): تكوين جناح نظري أسرع من الصوت، تتداخل فيه موجات الصدمة بين أجنحة الطائرة لتقليل طاقتها وسحب الموجات.

| ذات السطحين | طائرة ذات سطحين غير متساوية الامتداد | سيسكويبلان | طائرة شراعية مقلوبة |

| بوسمان ذات السطحين في المقطع العرضي |

- طائرة ثلاثية (تريبلاين): ثلاث أجنحة مكدسة فوق الأخرى. تمتعت الطائرات الثلاثية مثل فوكر دي آر.1 بفترة وجيزة من الشعبية خلال الحرب العالمية الأولى نظرًا لقدرتها على المناورة، ولكن سرعان ما تم استبدالها بطائرات ثنائية السطح محسّنة.
- طائرة رباعية: أربع أجنحة مكدسة فوق الأخرى. تم بناء عدد قليل من آرمسترونغ ويتوورث إف كيه 10 في الحرب العالمية الأولى ولكن لم ير الخدمة مطلقًا.
- متعددة (Multiplane): العديد من الأجنحة، تُستخدم أحيانًا لتعنيواحد أو أكثر من الأجنحة. يتم تطبيق المصطلح أحيانًا على الترتيبات المكدسة جنبًا إلى جنب وكذلك الرأسي. طارت طائرة هوراشيو فريدريك فيليبس المتعددة عام 1907 بنجاح مع مائتي من الأجنحة الرقائقية. انظر أيضًا إلى الجناح الترادفي أدناه.

| تريبلاين | رباعية | متعددة الطائرات |

تصميم متعرج (staggered): يحتوي على الجناح العلوي للأمام قليلاً من الأسفل. يُعتقد منذ فترة طويلة أنه يقلل من التداخل الناجم عن اختلاط الهواء بالضغط المنخفض على الجناح السفلي مع هواء الضغط العالي أسفل الجناح العلوي؛ ومع ذلك، فإن التحسن ضئيل للغاية، وتتمثل فائدته الأساسية في تحسين الوصول إلى جسم الطائرة. والتصميم شائع في العديد من الطائرات الناجحة ذات الاسطح الثنائية والثلاثية. يظهر التذبذب الخلفي أيضًا في بعض الأمثلة مثل بيتشكرافت ستاقروينق.
| طائرة ذات سطحين غير مرتبطين | ترنح المهاجمون | ترنح للخلف |

- الجناح الترادفي (tandem wing) تصميم يتكون من جناحين، أحدهما خلف الآخر: انظر الطائرات الخلفية والطائرات الأمامية (Tailplanes) أدناه. كانت بعض الأنواع المبكرة تحتوي على أكوام ترادفية من طائرات متعددة، مثل القارب الطائر كابروني كا 60 ذي الأجنحة التسعة بثلاث مجموعات ترادفية.

- الجناح الصليبي (cruciform wing) عبارة عن مجموعة من أربعة أجنحة فردية مرتبة على شكل صليب. قد يتخذ الصليب أيًا من شكلين:
  - تباعد الأجنحة بالتساوي حول المقطع العرضي لجسم الطائرة، مستلقية في طائرتين بزاوية قائمة، كما هو الحال في صاروخ نموذجي.
  - أجنحة ترقد معًا في مستوى أفقي واحد حول محور رأسي، كما هو الحال في الجناح الدوار الصليبي أو الجناح X.

| سلاح الجناح الصليبي | الجناح الدوار الصليبي أو الدوار الجناح X. |

## دعم الجناح
الجناح يجب أن يكون صلبًا وقويًا لدعم نفسه، وبالتالي قد يكون ثقيلًا. بإضافة دعامة خارجية، يمكن تقليل الوزن بشكل كبير. في الأصل، كان هذا التدعيم موجودًا دائمًا، ولكنه يتسبب في قدر كبير من السحب بسرعات أعلى ولم يتم استخدامه لتصميمات الأسرع منذ أوائل الثلاثينيات.
الأنواع هي:
- الكابولي (Cantilevered): مدعم ذاتيا. يتم اخفاء كل الهياكل تحت الغطاء الديناميكي الهوائي، مما يعطي مظهرًا نظيفًا مع مقاومة منخفضة.
- المدعم (Braced): الأجنحة مدعومة بأعضاء هيكلية خارجية. يتم دعم جميع التصميمات متعددة المستويات تقريبًا. بعض الطائرات أحادية السطح، وخاصة التصميمات المبكرة مثل فوكر اينديكر، مدعمة أيضًا لتوفير الوزن. الأجنحة المقوسة نوعان:
  - دعم الدعامة (Strut braced): تساعد واحدة أو أكثر من الدعامات الصلبة في دعم الجناح، كما هو الحال في فوكر D.VII. قد تعمل الدعامة بضغط أو توتر في نقاط مختلفة في نظام الطيران.
  - دعم الأسلاك (Wire braced): وحدها (كما في بوينغ بيه-26 بيشوتر) أو، في العادة، بالإضافة إلى الدعامات، تساعد أسلاك التوتر أيضًا على دعم الجناح. على عكس الدعامة، يمكن أن يعمل السلك فقط في حالة التوتر.

| ناتئ | استعدت تبختر | تستعد الأسلاك |

قد يكون للطائرة متعددة المستويات واحدة أو أكثر من «الخلجان»، وهي المقصورات التي تم إنشاؤها عن طريق إضافة دعامات بينية؛ يشير عدد الفتحات إلى جانب واحد من ألواح أجنحة الطائرة فقط. على سبيل المثال، فإن دي هافيلاند تايغر موث عبارة عن طائرة ثنائية السطح ذات خليج واحد حيث تكون بريستول إف 2 فايتر عبارة عن طائرة ذات سطحين.
| طبقة ثنائية السطح | ثنائية السطح |

- الجناح المغلق (Closed wing): يتم دمج أو ضم طائرتين جناحيتين هيكليًا عند الأطراف أو بالقرب منها بطريقة ما.[4] يؤدي ذلك إلى تقوية الهيكل ويمكن أن يقلل الخسائر الديناميكية الهوائية عند الأطراف. تشمل المتغيرات:
  - الجناح الصندوقي (Box wing): يتم ربط الطائرات العلوية والسفلية بواسطة زعنفة رأسية بين أطرافها. أول إقلاع ورحلة بدون مساعدة تم مشاهدته رسميًا، وهو Santos-Dumont's 14-bis، استخدم هذا التكوين وكانت بعض الطائرات دن ذات السطحين من هذا النوع أيضًا. تمت دراسة الأجنحة الصندوقية الترادفية أيضًا (انظر وصف الجناح المنضم أدناه).
  - جناح الصندوق الحلقي (Annular box wing): نوع من الأجنحة الصندوقية تنحني زعانفها الرأسية باستمرار، وتندمج بسلاسة مع أطراف الجناح. من الأمثلة المبكرة على ذلك بلايريو الثالثة، الذي تميز بجناحين حلقيين جنبًا إلى جنب.
  - حلقي (أسطواني) (Annular (cylindrical)): يشبه الجناح شكل الاسطوانة. كان لدى كوليوبتر جناح وجسم متحدة المركز. أقلعت وهبطت عموديًا، لكنها لم تحقق الانتقال إلى الطيران الأفقي. تم اقتراح أمثلة للجناح المثبت أعلى جسم الطائرة ولكن لم يتم بناؤها مطلقًا.[5]
  - حلقي (مستو) (Annular (planar)): يشبه الجناح شكل قرص به ثقب. طار عدد من طائرات لي ريتشاردز أحادية السطح قبل وقت قصير من الحرب العالمية الأولى.[6]
  - الجناح المنضم (Joined wing): تصميم جناح ترادفي يندفع فيه الجناح الأمامي المنخفض للخلف و / أو يمسح الجناح الخلفي المرتفع للأمام بحيث ينضمان عند الأطراف أو بالقرب منها لتشكيل سطح مستمر في شكل ماسي مجوف أو مثلث.[7] تعتبر ليجيتي ستراتوس مثالًا نادرًا.[8]
    - الجناح المعيني (Rhomboidal wing): جناح متصل يتكون من أربعة أسطح بترتيب ماسي. كان للطائرة ذات السطحين إدواردز المعينية لعام 1911 كلا الجناحين في نفس الطائرة وفشلت في الطيران.[9]

| جناح الصندوق | جناح الصندوق الحلقي | جناح أسطواني | انضم الجناح |

| جناح حلقي مسطح | الجناح المعيني |

يمكن أيضًا وصف الأجنحة بأنها:
- جامد (Rigid): قاسي بدرجة كافية للحفاظ على المظهر الجانبي في الظروف المختلفة لتدفق الهواء. قد يكون للجناح الصلب دعامة خارجية و / أو غطاء من القماش.
- مرنة (Flexible):
  - قد يكون السطح مرنًا، وعادة ما يكون غشاء رقيقًا. يتطلب دعامة خارجية و / أو ضغط رياح للحفاظ على شكل الأيروفويل. تشمل الأنواع الشائعة جناح روغالو وبارافويل ومعظم الطائرات الورقية.
  - قد يتم تصميم هيكل جامد للثني، إما لأنه مرن بطبيعته كما هو الحال في الجناح المائل للطائرة، أو بسبب إدخال تغييرات الشكل بنشاط.

| جناح دلتا الصلب | جناح روغالو المرن |

## مخطط الجناح
مخطط الجناح هو صورة ظلية للجناح عند النظر إليه من أعلى أو من أسفل.
راجع أيضًا أنواع الأشكال الهندسية المتغيرة التي تختلف في شكل مخطط الجناح أثناء الطيران.

### ابعاد متزنة
نسبة العرض إلى الارتفاع هي الامتداد مقسومًا على الوتر المتوسط أو المعدل. إنه مقياس لطول ونحافة ظهور الجناح عند رؤيته من أعلى أو أسفل.
- نسبة عرض إلى ارتفاع منخفضة (Low aspect ratio): جناح قصير وقوي. أكثر كفاءة من الناحية الهيكلية ومعدل دوران لحظي أعلى. تميل إلى استخدامها من قبل الطائرات المقاتلة، مثل لوكهيد إف-104 ستارفايتر، والطائرات عالية السرعة جدًا بما في ذلك نورث أمريكان إكس-15.
- نسبة العرض إلى الارتفاع المعتدلة (Moderate aspect ratio): جناح للأغراض العامة، يستخدم على نطاق واسع جدًا، على سبيل المثال في مركبة النقل دوغلاس دي سي-3.
- نسبة أبعاد عالية (High aspect ratio): جناح طويل ونحيل. ديناميكية هوائية أكثر كفاءة، مع سحب أقل. تميل إلى استخدامها من قبل الطائرات عالية السرعة التي تقل سرعة الصوت مثل الطائرات مثل بومباردييه داش 8 والطائرات الشراعية عالية الأداء مثل غلاسر ديركس دي جي-500.

| نسبة العرض إلى الارتفاع منخفضة | نسبة العرض إلى الارتفاع معتدلة | ارتفاع نسبة الارتفاع |

تختلف معظم التكوينات الهندسية المتغيرة في نسبة العرض إلى الارتفاع بطريقة ما، إما عن عمد أو كأثر جانبي.

### تباين وتر على طول الامتداد
قد يتنوع وتر الجناح على امتداد امتداد الجناح، لأسباب هيكلية وديناميكية هوائية.
- الوتر الثابت (Constant chord): الحواف الأمامية والخلفية المتوازية. أبسط صنع، وشائع عندما تكون التكلفة المنخفضة مهمة، مثل بايبر جيه -3 كب ولكن غير فعال لأن القسم الخارجي يولد القليل من الرفع مع إضافة الوزن والسحب. يُعرف أحيانًا في أمريكا الشمالية باسم جناح «هيرشي بار» (Hershey Bar) نظرًا لتشابه شكله مع لوح شوكولاتة هيرشي.[11]
- مدبب (Tapered): يضيق الجناح باتجاه الطرف. أكثر كفاءة من الناحية الهيكلية والديناميكية الهوائية من الجناح الوتري الثابت، وأسهل في الصنع من النوع البيضاوي.
  - شبه منحرف (Trapezoidal): جناح مدبب بحواف مستقيمة أمامية وخلفية: قد يكون غير مجتاح أو منجرف.[12][13][14] يعد الجناح المستدق المستقيم أحد أكثر مخططات الجناح شيوعًا، كما هو موضح في مسرشميت بي اف 109.
  - مدبب معكوس (Inverse tapered): يكون الجناح أوسع بالقرب من الطرف. غير فعال من الناحية الهيكلية، مما يؤدي إلى ارتفاع الوزن. طار تجريبيا على (XF-91 Thunderceptor) في محاولة للتغلب على مشاكل المماطلة للأجنحة المنكسرة.
  - مدبب مركب (Compound tapered): ينعكس المستدق نحو الجذر. مدعم عادة للحفاظ على الصلابة. تستخدم على طائرات التعاون العسكري ويستلاند ليساندر لزيادة الرؤية للطاقم.
- وتر ثابت مع قسم خارجي مدبب (Constant chord with tapered outer section): متغير شائع يظهر على سبيل المثال في العديد من أنواع سيسنا.

| وتر ثابت | مدبب (شبه منحرف) | مدبب عكسي | مجمع مدبب | وتر ثابت مدبب الخارجي |

- بيضاوي الشكل (Elliptical): تكون الحواف الأمامية والخلفية منحنية بحيث يختلف طول الوتر بشكل بيضاوي فيما يتعلق بالامتداد. من الناحية النظرية الأكثر كفاءة، ولكن من الصعب صنعه. يستخدم بشكل مشهور في سوبرمارين سبتفاير. (لاحظ أنه في نظرية الديناميكا الهوائية، يصف المصطلح «بيضاوي الشكل» توزيع الرفع الأمثل على الجناح وليس شكله).
  - شبه بيضاوي (Semi-elliptical): فقط الحافة الأمامية أو الخلفية تكون بيضاوية مع الأخرى مستقيمة، كما هو الحال مع الحواف الخلفية البيضاوية لـ سيفرسكي بيه-35.[15]

| بيضاوي الشكل | شبه بيضاوي |

- جناح الطائر (Bird wing): شكل منحنٍ يشبه الجناح الممدود للطائر. شعبية خلال السنوات الرائدة، وحققت بعض النجاح على اتريش توب حيث استوحى شكلها المخطط من بذور الزانونيا (Alsomitra macrocarpa).
- جناح الخفاش (Bat wing): شكل ذو أضلاع نصف قطرية. كان وايتهيد رقم 21 عام 1901 موضوع مطالبات لأول رحلة تعمل بالطاقة.
- دائري (Circular): مخطط دائري تقريبًا. استخدمت فوغت XF5U مراوح كبيرة بالقرب من النصائح التي زعمت فوغت أنها تبدد دوامات قمة الجناح ولديها مستوى ذيل متكامل لتحقيق الاستقرار.
  - الصحن الطائر (Flying saucer): جناح طائر دائري. غير مستقر بطبيعته، كما أظهر افروكار.
  - جناح القرص (Disc wing): البديل الذي يدور فيه القرص بأكمله.[16] شائع في الألعاب مثل الفريسبي.
  - الجناح الحلقي المسطح (Flat annular wing): الدائرة بها ثقب مكونة جناح مغلق (انظر أعلاه). حلقت طائرات لي ريتشاردز أحادية السطح الحلقيّة قبل وقت قصير من الحرب العالمية الأولى.[17]

| مثل العصافير | باتليك | دائري | الصحن الطائر | حلقي مسطح |

- دلتا (Delta): شكل مخطط مثلثي مع حافة أمامية ممسحة وحافة خلفية مستقيمة. يوفر مزايا الجناح المنفلت، مع كفاءة هيكلية جيدة ومساحة أمامية منخفضة. العيوب هي التحميل المنخفض للجناح والمساحة المبللة العالية اللازمة للحصول على الاستقرار الديناميكي الهوائي. المتغيرات هي:
  - دلتا بدون ذيل (Tailless delta): تصميم كلاسيكي عالي السرعة، يُستخدم على سبيل المثال في سلسلة داسو ميراج الثالثة.
  - دلتا الذيل (Tailed delta): تضيف سطحًا خلفيًا تقليديًا لتحسين المناولة. تستخدم على ميكويان-جوريفيتش ميغ-21.
  - دلتا مقصوصة (Cropped delta): أطراف الجناح مقطوعة. يساعد هذا في تجنب سحب الأطراف عند الزوايا العالية للهجوم. كان لسلسلة Fairey Delta 1 ذيل أيضًا. في أقصى الحدود، يدمج في تكوين «اجتاحت مدبب».
  - دلتا مركبة أو دلتا مزدوجة (Compound delta or double delta): يحتوي القسم الداخلي (عادةً) على حافة أمامية أكثر انحدارًا كما هو الحال في ساب دراكن. هذا يحسن المصعد في زوايا عالية للهجوم ويؤخر أو يمنع التوقف. على النقيض من ذلك، فإن Saab Viggen لديها قسم داخلي من اكتساح منخفض لتجنب التداخل من طائرتها الأمامية.
  - دلتا أوجيفال (Ogival delta): منحنى مزدوج ممزوج بسلاسة «كأس النبيذ» يشمل الحواف الأمامية وطرف دلتا المركب التي تم اقتصاصها. شوهد في شكل لامع في سيارات النقل الكونكورد الأسرع من الصوت.

| دلتا تايلس | دلتا الذيل | اقتصاص دلتا | مجمع دلتا | أوجيفال دلتا |

### اكتساح الجناح
قد يتم دفع الأجنحة للخلف، أو أحيانًا إلى الأمام، لأسباب متنوعة. يتم استخدام درجة صغيرة من المسح أحيانًا لضبط مركز الرفع عندما يتعذر تثبيت الجناح في الوضع المثالي لسبب ما، مثل رؤية الطيار من قمرة القيادة. الاستخدامات الأخرى موصوفة أدناه.
- مستقيم (Straight): يمتد بزوايا قائمة على خط الطيران. الجناح الأكثر كفاءة من الناحية الهيكلية، كان شائعًا في التصميمات منخفضة السرعة منذ الأيام الأولى لـ رايت فلاير.
- الانجراف للخلف (Swept back) (ويعرف أيضًا باسم «الجناح المائل»): يندفع الجناح للخلف من الجذر إلى الحافة. في أمثلة مبكرة من الذيل، مثل طائرة دون، سمح ذلك لقسم الجناح الخارجي بالتصرف مثل الذيل التقليدي (الذيل) لتوفير الاستقرار الديناميكي الهوائي. في السرعات العابرة للسرعة، يكون للأجنحة المطاطية مقاومة أقل، ولكنها يمكن أن تتعامل بشكل سيئ مع الكشك أو بالقرب منه وتتطلب صلابة عالية لتجنب المرونة الهوائية بسرعات عالية. شائع في التصميمات فائقة السرعة والأسرع من الصوت مثل هوكر هانتر.
- الانجراف إلى الأمام (Forward swept): زوايا الجناح للأمام من الجذر. الفوائد مشابهة للمسح العكسي، كما أنه يتجنب مشاكل التوقف ويقلل من خسائر الأطراف مما يسمح بجناح أصغر، ولكنه يتطلب صلابة أكبر لتجنب الرفرفة الهوائية كما هو الحال في سوخوي سو-47. استخدمت طائرة HFB 320 Hansa Jet اكتساحا أماميًا لمنع صاري الجناح من المرور عبر المقصورة. قد تستخدم الطائرات الصغيرة ذات الأجنحة الكتفية تمشيطًا أماميًا للحفاظ على مركز جاذبية الطائرة الصحيح.

تعمل بعض أنواع الهندسة المتغيرة على تغيير عملية مسح الجناح أثناء الطيران:
- الجناح المتأرجح (Swing-wing): يسمى أيضًا «جناح الاجتياح المتغير». يتنوع الجناحان الأيمن والأيسر معًا في اكتساحهما معًا، وعادة ما يكون ذلك للخلف. شوهد في أنواع قليلة من الطائرات العسكرية، مثل جنرل داينمكس إف-111 آردفارك.
- الجناح المائل (Oblique wing): محور واحد كامل الامتداد يدور حول نقطة المنتصف، بحيث يندفع أحد الجانبين للخلف والجانب الآخر يندفع للأمام. حلقت على متن طائرة أبحاث ناسا إيه دي-1.

| مستقيم | اجتاحت | اجتاحت إلى الأمام | اكتساح متغير (سوينغ الجناح) | هندسة متغيرة جناح مائل |

### تباين الاجتياح على طول الامتداد
يمكن أيضًا أن تتنوع زاوية الجناح المنفلت أو يتم تحريكها على امتداد الامتداد:
- الهلال (Crescent): يتم اجتياح القسم الخارجي للجناح بشكل أقل حدة من القسم الداخلي، للحصول على أفضل حل وسط بين تأخير الصدمة العابرة للصوت والتحكم في التدفق الممتد. تستخدم على صفحة هاندلي فيكتور.[18]
- السهم المنحني (Cranked arrow): ديناميكيًا مطابقًا لمركب دلتا، ولكن مع الحافة الخلفية متعرجة أيضًا للداخل. تمت تجربته بشكل تجريبي على جنرال ديناميكس إف-16 إكس إل.
- الجناح-إم (M-wing): يندفع قسم الجناح الداخلي للأمام، ويمتد القسم الخارجي للخلف. يسمح بانجراف الجناح بشدة مع تقليل الآثار غير المرغوب فيها للانحناء المرن. تمت دراسته بشكل دوري، ولكن لم يتم استخدامه على متن طائرة.[19][20][21]
- الجناح-دبليو (W-wing): جناح M معكوس. مقترح لـ بلوم وفوس P.188 لكنه درس حتى أقل من الجناح-إم وفي النهاية لم يستخدم أبدًا.[19][21]

| هلال | سهم مكرنك | الجناح - M | الجناح - W |

### غير متماثل
في عدد قليل من الطائرات غير المتماثلة، لا يكون الجانب الأيسر والأيمن صورًا معكوسة لبعضهما البعض:
- تصميم غير متماثل (Asymmetric layout): كان لدى بلوم وفوس (BV 141) جسم منفصل وقلدة للطاقم متوازنة على كلا الجانبين لمنح الطاقم مجال رؤية جيد.
- امتداد غير متماثل (Asymmetric span): في العديد من المقاتلات الإيطالية مثل (Ansaldo SVA)، كان أحد الأجنحة أطول قليلاً من الآخر للمساعدة في إبطال عزم دوران المحرك.
- الجناح المائل (Oblique wing): يندفع أحدهما للأمام والآخر للخلف. كان لدى ناسا إيه دي-1 هيكل جناح كامل الامتداد مع اكتساح متغير.

| " "                       | " "                                              | " "                    |
| غير متماثل (Asymmetrical) | مقاومة عزم الدوران عن طريق الامتداد غير المتماثل | هندسة متغيرة جناح مائل |

## الطائرات الخلفية والطائرات الأمامية
إن جناح قسم الأيروفويل الكلاسيكي غير مستقر في الميل، ويتطلب شكلاً من أشكال سطح التثبيت الأفقي. كما أنه لا يمكن أن يوفر أي تحكم كبير في درجة الصوت، مما يتطلب سطح تحكم منفصل (مصعد) مركب في مكان آخر - عادةً على المثبت الأفقي.
- تقليدي (Conventional): سطح «الطائرة الخلفية» في مؤخرة الطائرة، ويشكل جزءًا من الذيل أو الذيل الذيل. لم تصبح الاتفاقية لبضع سنوات بعد الأخوان رايت، حيث كان بليريوت السابعة لعام 1907 أول مثال ناجح.
- كانارد (Canard): سطح "foreplane" في مقدمة الطائرة. شائع في سنوات الرواد، ولكن منذ اندلاع الحرب العالمية الأولى، لم يظهر نموذج إنتاج حتى Saab Viggen في عام 1967.
- ترادفي (Tandem): جناحان رئيسيان أو أكثر، أحدهما خلف الآخر. كلاهما يوفر رفع كبير. مثال على ذلك طائرة روتان كويكي. لتوفير ثبات طولي، يجب أن تختلف الأجنحة في الخصائص الديناميكية الهوائية: عادةً ما تختلف زاوية السقوط و/أو الأجنحة الهوائية المختارة بين الجناحين. قد تلتقي الأجنحة على كل جانب عند أطرافها لتشكيل جناح متصل (انظر أعلاه).[7]

- ثلاثة أسطح (Three surface):[22] كل من الذيل التقليدي والأسطح الإضافية المساعدة. تشمل الأمثلة الحديثة سوخوي سو-33، بينما تشمل الأمثلة الرائدة Voisin-Farman I.
- الذيل الخارجي (Outboard tail): منقسم إلى قسمين، كل نصف مُركب على ذراع قصير خلف طرف الجناح مباشرةً وخارجيًا. وهي تشتمل على مثبتات أفقية خارجية (OHS) وقد تتضمن أو لا تشتمل على مثبتات رأسية (زعانف) إضافية مثبتة بذراع الرافعة. في هذا الوضع، تتفاعل أسطح الذيل بشكل بناء مع دوامات قمة الجناح لتقليل السحب بشكل كبير. تستخدم للمركبات المقاسة سبيس شيب ون.
- بدون خلفية (Tailless): لا يوجد سطح منفصل، في الأمام أو الخلف. يمكن دمج أسطح الرفع والتثبيت في مستوى واحد، كما هو الحال في SB.4 Short SB.4 التي تعمل أقسام طرف الجناح بالكامل بمثابة رافع. بدلاً من ذلك، يمكن تعديل (aerofoil profile) لتوفير الاستقرار المتأصل، كما هو الحال في Dunne D.5. الطائرات التي تحتوي على ذيل خلفي ولكن بدون زعنفة رأسية تم وصفها أيضًا بأنها «بلا ذيل».

| الذيل التقليدي | كانارد | بالتزامن |

| ثلاثة السطح | ذيل خارجي | أبتر |

## ثنائي السطوح والأنهدرا
يمكن أن يساعد تحريك الأجنحة لأعلى أو لأسفل على امتداد اتجاه من الجذر إلى الحافة في حل مشكلات التصميم المختلفة، مثل الاستقرار والتحكم أثناء الطيران.
- ثنائي السطوح (Dihedral): الأطراف أعلى من الجذر كما هو الحال في Santos-Dumont 14-bis، مما يعطي شكل V ضحلًا عند رؤيته من الأمام. يضيف الاستقرار الجانبي.
- الأنهدرا أو الكاتدرائية (Anhedral or catahedral): الأطراف أقل من الجذر، كما في أول رايت فلاير؛ عكس ثنائي السطوح. تستخدم لتقليل الاستقرار حيث تؤدي بعض الميزات الأخرى إلى قدر كبير من الاستقرار.

تحتوي بعض الطائرات ذات السطحين على درجات مختلفة من ثنائي السطوح / أنهدرا على أجنحة مختلفة. كان لدى سوبويث كاميلجناح علوي مسطح وثنائي السطوح في الجناح السفلي، بينما كان هانريوت HD-1 ثنائي الوجوه في الجناح العلوي ولكن لا شيء في الجزء السفلي.
| ثنائي السطوح | أنهيدرال | ذات السطحين مع ثنائي السطوح على كلا الجناحين | ذات السطحين مع ثنائي السطوح على الجناح السفلي |

في الجناح ذي الكرنك أو متعدد السطوح، تختلف الزاوية ثنائية السطوح على امتداد الامتداد. (لاحظ أن الوصف «غير مكرنك» يختلف في الاستخدام. انظر أيضًا مخطط السهم المنحني.)
- جناح نورس (): ثنائي السطوح حاد في قسم جذر الجناح، قليل أو معدوم في القسم الرئيسي، كما هو الحال في مقاتلة PZL P.11. تستخدم أحيانًا لتحسين الرؤية للأمام وللأعلى ويمكن استخدامها كجناح علوي في طائرة ذات سطحين كما هو الحال في بوليكاربوف I-153.
- جناح نورس مقلوب (Inverted gull wing): منظر جانبي في قسم الجذر، ثنائي السطوح في القسم الرئيسي. على عكس جناح نورس. يمكن استخدامه لتقليل طول أرجل الهيكل السفلي المثبتة على الجناح مع السماح بارتفاع جسم الطائرة، كما هو الحال في قاذفة الغطس الألمانية يونكرز يو 87 ستوكا.
- طرف مدبب أو مجعد (Cranked or canted tip): يختلف القسم الثنائي السطوح عن الجناح الرئيسي. قد يكون للنصائح ثنائية السطوح لأعلى كما في إف-4 فانتوم الثانية أو أنهدرا لأسفل كما هو الحال في نورثروب إكس بي-56 بلاك بولت.

| جناح نورس | جناح نورس مقلوب | نصائح ثنائية السطوح | نصائح أنهيدرال |

- جناح القناة (channel wing) يشتمل على جزء من الجناح يشكل مجرى هواء جزئي حول المروحة أو خلفها مباشرة. طار منذ عام 1942 في شكل نموذج أولي فقط، وعلى الأخص على متن طائرة Custer Channel Wing.

| جناح القناة |

## الأجنحة مقابل الأجسام
بعض التصميمات ليس لها صلة واضحة بين الجناح وجسم الطائرة أو الجسم. قد يكون هذا بسبب فقد واحد أو آخر من هؤلاء، أو لأنهم يندمجون مع بعضهم البعض:
- الجناح الطائر (Flying wing): لا تحتوي الطائرة على جسم مميز أو ذيل أفقي (على الرغم من وجود زعانف وقرون وبثور وما إلى ذلك) كما هو الحال في القاذفة الشبح B-2.
- جسم ممزوج أو جسم جناح مخلوط (Blended body or blended wing-body): يحدث انتقال سلس بين الجناح وجسم الطائرة، بدون خط فاصل صعب. يقلل المساحة المبللة ويمكنه أيضًا تقليل التداخل بين تدفق الهواء فوق جذر الجناح وأي جسم مجاور، وفي كلتا الحالتين يقلل السحب. تمثل طائرة التجسس لوكهيد إس آر-71 مثالاً على هذا النهج.
- جسم الرفع (Lifting body): تفتقر الطائرة إلى أجنحة يمكن تحديدها ولكنها تعتمد على جسم الطائرة (عادةً بسرعات عالية أو زوايا هجوم عالية) لتوفير رفع ديناميكي هوائي كما هو الحال في إكس-24إيه.

| الجناح الطائر | جسم ممزوج | رفع الجسم |

قد تندرج بعض التصميمات في فئات متعددة اعتمادًا على التفسير، على سبيل المثال، يمكن رؤية العديد من الطائرات بدون طيار أو الطائرات بدون طيار إما على أنها جسم جناح ممزوج عديم الذيل أو كجناح طائر مع وتر مركزي عميق.

## هندسة متغيرة
يمكن للطائرة ذات الهندسة المتغيرة تغيير تكوينها المادي أثناء الرحلة.
تنتقل بعض أنواع المركبات الهندسية المتغيرة بين تشكيلات الجناح الثابت والأجنحة الدوارة. لمزيد من المعلومات حول هذه الهجينة، انظر المصعد الكهربائي.

### مخطط متغير
- جناح الاجتياح المتغير أو الجناح المتأرجح. يتنوع الجناحان الأيمن والأيسر معًا في اكتساحهما معًا، وعادة ما يكون ذلك للخلف. تم تنفيذ أول عملية مسح للجناح بنجاح بواسطة بيل إكس-5 في أوائل الخمسينيات من القرن الماضي. في Beech Starship، فقط الطائرات الأمامية الكاذبة لها اكتساح متغير.
- الجناح المائل : هو محور جناح واحد كامل الامتداد حول نقطة المنتصف، كما هو مستخدم في ناسا إيه دي-1، بحيث يندفع أحد الجانبين للخلف والجانب الآخر يندفع للأمام.
- الجناح التلسكوبي : القسم الخارجي من تلسكوبات الجناح فوق أو داخل القسم الداخلي للجناح، ومدى متفاوت، ونسبة عرض إلى ارتفاع ومنطقة الجناح، كما هو مستخدم في طائرة شراعية FS-29 TF.[27]
- جناح قابل للفصل. اقترحت دراسة (WS110A) جناحًا طويلًا للإقلاع دون سرعة الصوت والرحلة البحرية، والتي فصلت بعد ذلك الألواح الخارجية لتسقط بعيدًا، تاركة جناحًا قصير المدى لرحلة أسرع من الصوت. (انظر أيضًا جناح الانزلاق أدناه.)
- تمديد الجناح أو توسيع الجناح : يتراجع جزء من الجناح إلى هيكل الطائرة الرئيسي لتقليل السحب والبوفيه المنخفض الارتفاع للطيران عالي السرعة، ويتم تمديده فقط للإقلاع، والرحلات البحرية منخفضة السرعة، والهبوط. قامت طائرة جيرين فاريفول ذات السطحين، التي حلقت في عام 1936، بتوسيع الحواف الأمامية والخلفية لزيادة مساحة الجناح.[28]

| اكتساح متغير (سوينغ الجناح) | هندسة متغيرة جناح مائل | جناح تصغير | تمديد الجناح |

- جناح قابل للطي (Folding wing): يمتد جزء من الجناح للإقلاع والهبوط، ويمكن طيه بعيدًا عن الطيران عالي السرعة. تم طي الأجزاء الخارجية لجناح إكس بي-70 فالكيري لأسفل أثناء رحلة بحرية تفوق سرعة الصوت. (العديد من الطائرات لها أجنحة يمكن طيها للتخزين على الأرض أو على ظهر السفينة؛ هذه ليست أجنحة قابلة للطي بالمعنى المستخدم هنا.)

| جناح قابل للطي |

### قسم متغير
- الحدوث المتغير (Variable incidence): يمكن للطائرة الجناح أن تميل لأعلى أو لأسفل بالنسبة لجسم الطائرة. تم تدوير الجناح في فوغت إف-8 كروسايد، ورفع الحافة الأمامية عند الإقلاع لتحسين الأداء. إذا تم تركيب الدوارات الدعامة التي تعمل بالطاقة في الجناح للسماح بالإقلاع العمودي أو أداء ستوفل، يتم دمجها في فئة الرفع المزودة بالطاقة.
- الحدبة المتغيرة (Variable camber): أقسام الحافة الأمامية و / أو الخلفية لمحور الجناح بالكامل لزيادة الحدبة الفعالة للجناح وأحيانًا مساحته أيضًا. هذا يعزز القدرة على المناورة. تم نقل أحد الأمثلة المبكرة على ويستلاند رقم 16 لعام 1917.[29]
- سمك متغير (Variable thickness): يمكن رفع الجزء العلوي من مركز الجناح لزيادة سماكة الجناح والحدبة عند الهبوط والإقلاع، وتقليله للسرعة العالية. طار تشارلز روشفيل وآخرون بعض الطائرات التجريبية.[30][31][32]

| جناح متفير السقوط | حدبة متغيرة جناح حامل | Vسمك متغير جناح حامل |

### تعدد الأشكال
الجناح متعدد الأشكال (polymorphic) قادر على تغيير عدد الطائرات في الرحلة. كانت النماذج الأولية لـ نيكيتين شيفتشينكو آي إس «قابلة للطي» قادرة على التحول بين تكوينات ذات سطحين وطائرة أحادية السطح بعد الإقلاع عن طريق طي الجناح السفلي في تجويف في الجناح العلوي.
يعتبر الجناح المنزلق (slip wing) تباينًا عن الفكرة متعددة الأشكال، حيث تم تزويد طائرة أحادية السطح منخفضة الجناح بجناح ثانٍ قابل للفصل فوقه للمساعدة في الإقلاع، والذي تم التخلص منه بعد ذلك مرة واحدة عالياً. تم إطلاق الفكرة لأول مرة على Hillson Bi-mono التجريبية.
| جناح متعدد الأشكال | جناح منزلق |

## أسطح مستقلة صغيرة

أسطح صغيرة مختلفة

قد تحتوي الطائرات على أسطح ديناميكية هوائية ثانوية إضافية. يتم التعامل مع بعض هذه كجزء من التكوين العام للجناح:
- الجناح (Winglet): زعنفة صغيرة في قمة الجناح، تنقلب عادة لأعلى. يقلل من حجم الدوامات التي تتساقط من طرف الجناح، وبالتالي أيضًا سحب الأطراف.
- ستريك (Strake): سطح صغير، عادة أطول من عرضه ومركب على جسم الطائرة. قد توجد السراكر في مواقع مختلفة من أجل تحسين السلوك الديناميكي الهوائي. يشار أيضًا إلى امتدادات جذر الحافة الرائدة (LERX) أحيانًا باسم شرائط الجناح.
- عمود فقري (Chine): ملف جانبي حاد الحواف يمتد على طول جسم الطائرة. عند استخدامه ديناميكيًا هوائيًا، يتم تمديده للخارج لتشكيل سطح رفع، يمتزج عادةً في الجناح الرئيسي. بالإضافة إلى تحسين التعامل مع السرعة المنخفضة (زاوية الهجوم العالية)، فإنه يوفر رفعًا إضافيًا عند السرعات فوق الصوتية العالية لتقليل زيادة السحب. شوهد على لوكهيد SR-71 بلاكبيرد.
- الشارب (Moustache): سطح خردل صغير ذو نسبة عرض إلى ارتفاع عالية لا يحتوي على سطح تحكم متحرك. عادة ما يكون قابل للسحب للرحلات عالية السرعة. ينحرف الهواء إلى أسفل باتجاه جذر الجناح لتأخير المماطلة. شوهد في داسو ميلان.

## ميزات ثانوية إضافية
يمكن تطبيق ميزات ثانوية إضافية على سطح ديناميكي هوائي موجود مثل الجناح الرئيسي:

### رفع عالي

أجهزة الرفع العالي

أجهزة الرفع العالي تحافظ على الرفع بسرعات منخفضة وتؤخر المماطلة للسماح بسرعات إقلاع وهبوط أبطأ:
- شريحة وفتحة (Slat and slot): شريحة الحافة الأمامية عبارة عن لوح هوائي صغير يمتد أمام الحافة الأمامية الرئيسية. تشكل الفجوة الممتدة خلفها فتحة في المقدمة. ينحرف الهواء المتدفق عبر الفتحة للخلف بواسطة الشريحة للتدفق فوق الجناح، مما يسمح للطائرة بالتحليق بسرعات هواء منخفضة دون فصل التدفق أو توقفه. قد تكون الشريحة ثابتة أو قابلة للسحب.
- قلابة (Flap): سطح ديناميكي هوائي مفصلي، عادة ما يكون على الحافة الخلفية، والذي يتم تدويره لأسفل لتوليد قوة رفع وسحب إضافية. الأنواع تشمل عادي، مشقوق، ومنقسمة. يمتد البعض، مثل قلاّبة فاولر، إلى الخلف لزيادة مساحة الجناح. قلاّبة كروغر هو جهاز متطور.
- الكفة (Cuff): امتداد للحافة الأمامية يقوم بتعديل قسم الطائرة الهوائية، عادةً لتحسين خصائص السرعة المنخفضة.

### التحكم في التدفق Spanwise

جهاز التحكم في التدفق Spanwise

في الجناح المجترف، يميل الهواء إلى التدفق جانبيًا وكذلك للخلف، وقد يؤدي تقليل ذلك إلى تحسين كفاءة الجناح:
- أسوار الجناح (Wing fence): صفيحة مسطحة تمتد بطول وتر الجناح وللمسافة القصيرة عموديا. تستخدم للتحكم في تدفق الهواء الممتد فوق الجناح.
- الحافة الأمامية ذات أسنان الكلب (Dogtooth leading edge): تخلق انقطاعًا حادًا في تدفق الهواء فوق الجناح، مما يؤدي إلى تعطيل التدفق الممتد.[33]
- الحافة الأمامية المسننة (Notched leading edge): تعمل مثل سن الكلب.[33]

### خلق دوامة

أجهزة دوامة

تحافظ أجهزة الدوامات (Vortex) على تدفق الهواء بسرعات منخفضة وتؤخر المماطلة، عن طريق إنشاء دوامة تعيد تنشيط الطبقة الحدودية القريبة من الجناح.
- مولد دوامة (Vortex generator): نتوء صغير مثلثي على سطح الجناح الأمامي العلوي؛ عادة، عدة متباعدة على امتداد امتداد الجناح. تعمل مولدات الدوامة على إنشاء سحب إضافي في جميع السرعات.
- فورتيلون Vortilon: صفيحة مسطحة متصلة بالجانب السفلي من الجناح بالقرب من الحافة الأمامية الخارجية، موازية تقريبًا لتدفق الهواء الطبيعي. عند السرعات المنخفضة، تتسبب تأثيرات الأطراف في حدوث تدفق ممتد محلي ينحرف عن طريق الدوامة لتشكيل دوامة تمر لأعلى وفوق الجناح.
- امتداد الجذر الرائد (LERX) : يولد دوامة قوية فوق الجناح بزوايا هجوم عالية، ولكن على عكس مولدات الدوامات، يمكن أيضًا زيادة الرفع في مثل هذه الزوايا العالية، مع خلق حد أدنى من السحب في مستوى الطيران.

### تخفيض السحب

أجهزة السحب

- جسم مضاد للصدمات (Anti-shock body): شكل جراب مبسط يضاف إلى الحافة الأمامية أو الخلفية لسطح ديناميكي هوائي، لتأخير بداية توقف الصدمات وتقليل سحب الموجة العابرة للنبض. تسمى أحيانًا جزرة Küchemann.
- أنواع مختلفة من الفيرينق (Fairings)، مثل البثور والأبراج وأطراف الجناح، والتي تحتوي على معدات لا يمكن وضعها داخل الجناح، والغرض الأيروديناميكي الوحيد لها هو تقليل السحب الناتج عن المعدات.
- فيليه (Fillet)، نوع من الانسيابية: حشو منحني صغير عند تقاطع سطحين، مثل الجناح وجسم الطائرة، مزجهما معًا بسلاسة لتقليل السحب.

### فهرس
- كرمود، أس؛ ميكانيكا الطيران، الطبعة الثامنة (متري)، بيتمان، لندن، 1972.(ردمك 0-273-31623-0)رقم ISBN 0-273-31623-0
- تايلور، جون دبليو آر The Lore of Flight، Universal Books، London، 1990.(ردمك 0-9509620-1-5)رقم ISBN 0-9509620-1-5.
- (أرشيف).

## روابط خارجية
- جناح مرتفع، جناح منخفض - مقال طيران حول مزايا موقع الجناح